# 'Ali ibn 'Umar al-Balawi
'Ali ibn 'Umar al-Balawi (in arabo علي بن عمر البلوي‎?) (fl. IX-X secolo) è stato un governatore fatimide di breve durata della Sicilia nel 912-913.
Il primo governatore fatimide dell'isola, al-Hasan ibn Ahmad ibn Abi Khinzir, si era reso impopolare presso lo jund siciliano, che lo rovesciò, chiedendo al califfo fatimide al-Mahdi Billah di inviare un nuovo governatore. Ciò fu concesso e un funzionario fiscale, noto solamente con il titolo di sahib al-khums, governò la Sicilia fino all'arrivo di Ali ibn Umar al-Balawi nell'agosto del 912.
Al-Balawi è descritto come un "gentile signore anziano" e non era gradito dalle truppe. All'inizio del 913, il sahib al-khums fu assassinato, il fratello di Ibn Abi Khinzar fu cacciato da Agrigento e al-Balawi venne deposto. Dal 913 al 916 la Sicilia fu in rivolta contro i Fatimidi, sotto il governo di Ahmad ibn Qurhub.